# Comunidad de práctica

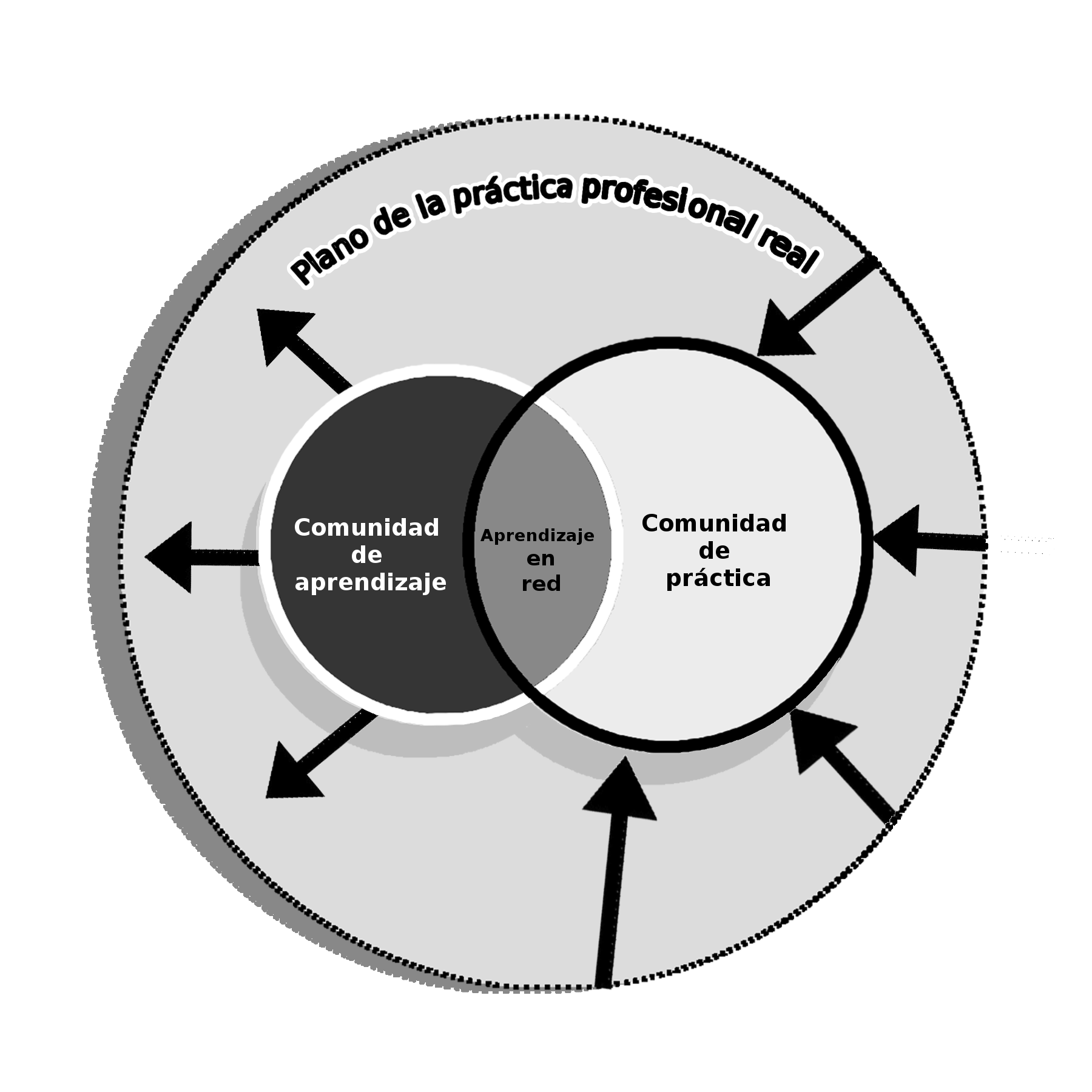
Comunidades de práctica

Las comunidades de práctica son grupos sociales constituidos con el fin de desarrollar un conocimiento, compartiendo aprendizajes basados en la reflexión compartida sobre experiencias prácticas. Étienne Wenger ha estudiado las comunidades de práctica y las ha definido como un “grupo de personas que comparten un interés,  profundizan su conocimiento y experiencia en el área a través de una interacción continua que fortalece sus relaciones”. En este sentido, para el autor las organizaciones son una "constelación de comunidades de práctica"

## Historia del concepto
En 1991, Jean Lave y Étienne Wenger publican el libro Situated learning. Legitimate peripheral participation, y John Seely Brown y Paul Duguid escriben un artículo en la revista Organization Science —«Organizational learning and communities of practice».

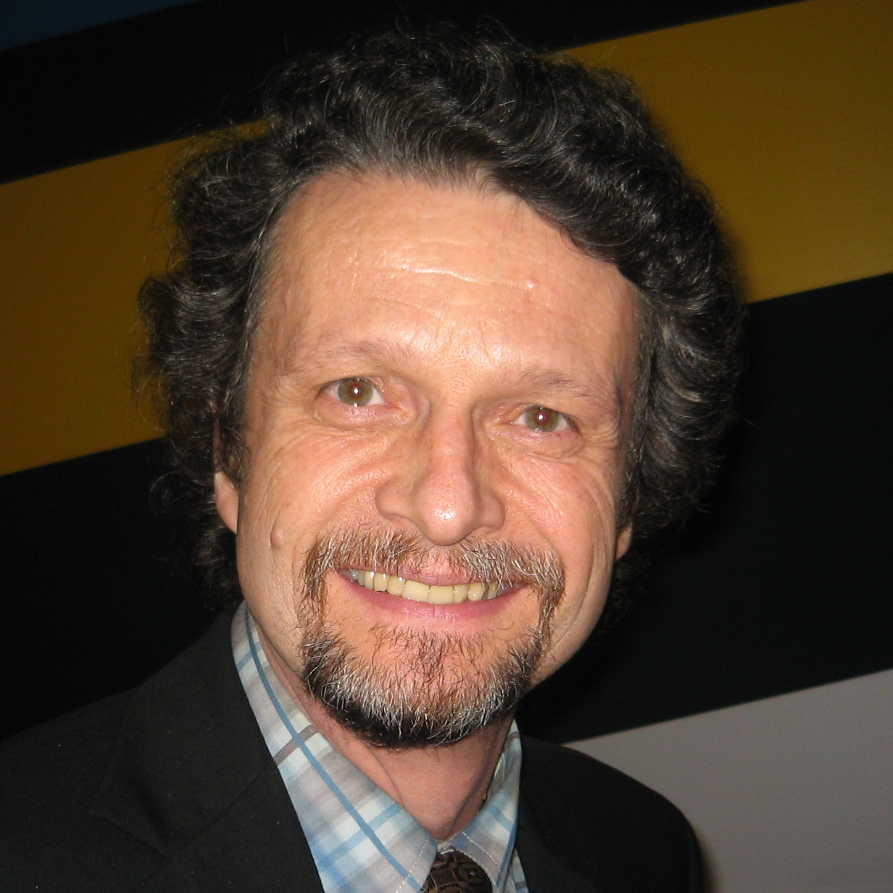
Ettiene Wenger.

El concepto de comunidad de práctica parte de la constatación que existe una brecha entre la práctica que debería tener lugar (espoused practice) en el trabajo cotidiano y la práctica real (actual practice).
Sergio Vásquez Bronfman cuenta la historia del concepto en su artículo Comunidades de práctica.

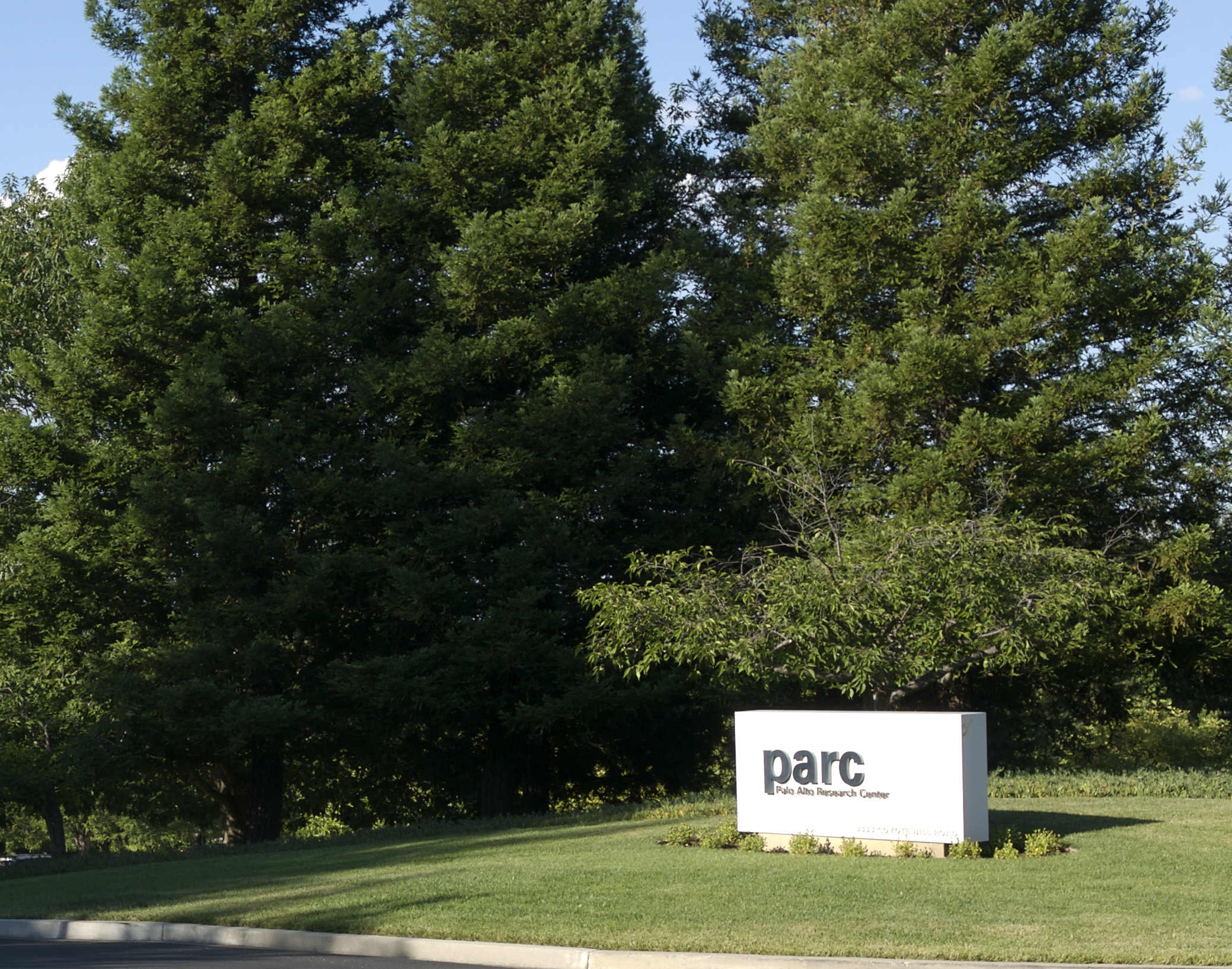
Antigua entrada a Xerox PARC.

Los autores trabajaban o estaban ligados a Xerox PARC (Palo Alto Research Center, «Centro de Investigación de Palo Alto») cuando uno de ellos, John Seely Brown, director científico del PARC, recibió el encargo de inventar un sistema de formación para los reparadores que fuese mucho más barato.
Para tanto, decidió estudiar en profundidad el trabajo de ellos y contrató un grupo de antropólogos para analizaran el trabajo y observaran durante más de seis meses. El resultado de ese estudio fue que, a la hora de reparar las máquinas, los reparadores no seguían los manuales de procedimientos y no utilizaban el manual de reparaciones. 
Cuando se encontraban en una misma empresa,se reunían para comer o tomar café y se contaban historias de reparadores. Mientras más difícil era la reparación, mejor era la historia. Las llamaban war stories («historias de guerra») y los mejores reparadores eran llamados warriors («guerreros»). A veces tomaban notas de lo que se decía en esas conversaciones, en todo caso el número de teléfono de los mejores reparadores para poder contactarlos en caso de necesidad. Los reparadores desarrollaron así sus propias prácticas para tender un puente entre la manera en que Xerox veía «oficialmente» su trabajo y las prácticas exitosas del mismo. 
Crearon un modelo propio de las máquinas, distinto del modelo que tenían los formadores (que no les servía porque estaba basado en los procedimientos «oficiales» para reparar fotocopiadoras), incluso distinto del modelo de fotocopiadora que tenían los ingenieros (que no era accesible a los reparadores por su sofisticación técnica). Trabajando juntos y sobre todo discutiendo juntos acerca de sus problemas, los reparadores compartieron e hicieron circular el conocimiento necesario para reparar las fotocopiadoras. Crearon así lo que se llama una comunidad de práctica.
El término también ha sido estudiado por Wenger y Snyder (2000)[cita requerida], Pablo Peña (2001) y Antoni Garrido (2003). Observando el conocimiento que se difunde desde una comunidad científica y buscando potenciar este hecho a nivel corporativo como una institucionalización de la vieja 'tormenta de ideas', se recrean las comunidades de práctica. En una de ellas, es el mismo grupo quien establece los objetivos de aprendizaje y estos a su vez son seleccionados en el contexto de la 'práctica del trabajo en la corporación'.
Una comunidad de práctica vuelve explícita la transferencia informal de conocimiento dentro de redes y grupos sociales, ofreciendo una estructura formal que permite adquirir más conocimiento a través de las experiencias compartidas dentro del grupo. Por último, la propia identidad del grupo se refuerza el aprendizaje como un proceso de 'participación' y 'liderazgo' compartido.
El liderazgo informal es básico en las organizaciones y tiene un papel de difusión de la labor del grupo y de observación de la implantación de su trabajo en la práctica. Su rol sociológico fue estudiado en los 70 por Pinilla de las Heras y otros. Esta gestión del conocimiento, a su vez, puede ser presencial o virtual (cibercultura); pero siempre cooperativo en un proceso continuo de establecer estrategias de participación, liderazgo, identidad, captura y aprovechamiento del conocimiento.
Desde la visión de Étienne Wenger, las comunidades cobran sentido en la medida en que permiten construir conocimiento y a la vez multiplicarlo;  concibe el aprendizaje como un proceso de participación y construcción social. Desde esta mirada, las comunidades de práctica comparten intereses, experiencias (positivas o negativas) o conjuntos de problemas, se nutren de las interacciones sociales, del choque cultural y de la identidad propia y se caracterizan por poseer dominio, comunidad y práctica. El dominio hace referencia al campo de estudio de la comunidad; la práctica, al campo de aplicación de los saberes desde el cual se nutre la experiencia; y por último, la comunidad está relacionada con la interacción y el intercambio de saberes que se dan al interior de la comunidad y que se encuentran articulados por interacción que nutren la identidad, la confianza y la colaboración de la misma permitiendo que el conocimiento de la comunidad a su vez se mantenga, desarrolle o comparta.
Las comunidades de práctica se han desarrollado en diversos entornos profesionales y, en los últimos años, también han cobrado relevancia entre los profesionales de la educación. En este contexto, se ha observado un crecimiento significativo de comunidades de práctica basadas en redes de colaboración, que facilitan el desarrollo profesional de los docentes. Estas comunidades se conforman a través de la interacción entre docentes interesados en resolver problemas específicos de la práctica educativa, colaborando, compartiendo ideas, probando soluciones e innovando.
Existen múltiples tipos de comunidades de práctica docente que varían en tamaño y en los actores involucrados. De esta manera, se puede encontrar colaboración entre docentes dentro de una misma institución o con docentes de otras instituciones. Además, también hay comunidades más amplias que promueven la colaboración con otras instituciones educativas de distintos niveles, con familias e incluso con organizaciones públicas y privadas, entre otros actores.
Sin embargo, independientemente del tipo de comunidad, hay ciertos aspectos fundamentales que contribuyen a su éxito:
- Intereses, valores, culturas, compromisos y objetivos compartidos entre los miembros de la comunidad.
- Desarrollo de encuentros que fomenten el diálogo y la participación de todos los miembros.
- Apoyo de la administración educativa y de los centros educativos.
- Liderazgo distribuido y la creación de roles de responsabilidad compartida y rotatoria.

Las comunidades de práctica, entendidas como parte de la red personal de aprendizaje de cada docente (la parte social del entorno personal de aprendizaje), ofrecen innumerables beneficios. Estas comunidades fomentan el desarrollo profesional docente, facilitan la formación, la innovación, la resolución de problemas y conflictos, y aumentan los niveles de motivación y satisfacción profesional, entre otros aspectos. Además, generan beneficios para el ámbito educativo en general, como la contribución a la equidad educativa, la apertura de los procesos educativos más allá del entorno escolar, y la mejora del aprendizaje del alumnado. En definitiva, las comunidades de práctica representan una oportunidad para transformar la práctica docente y, como consecuencia, mejorar la calidad educativa en las aulas.

## Elementos en una comunidad de práctica

### Dominio
Campo de interés compartido por la comunidad, este crea una identidad común,

### Práctica
Es la práctica o actividad que comparten en común los participantes de la comunidad, los miembros exponen y comparten su experiencia en un tema y desarrollan recursos para compartirla.

### Comunidad
Componen una comunidad, el colectivo de los miembros que se integran al proceso, al intervenir y compartir un interés común. En pos de un dominio mancomunado, los participantes se involucran en actividades conjuntas en las que comparten conocimiento y se apoyan mutuamente.

## Comunidades de práctica virtuales
La construcción y mantenimiento de una comunidad de práctica puede ser reforzada por la utilización de las tecnologías de la información y la comunicación (TIC). El uso cada vez más extendido de estas tecnologías ha ido estableciendo relaciones entre personas e instituciones que hasta hace unos años eran impensables, creándose comunidades cuyos miembros se relacionan entre sí, de un modo más o menos constante. En la actualidad existen comunidades de práctica presenciales y virtuales. Lesser, E. L. y Stork, J. (2001)  señalan una serie de ventajas que las TIC aportarían a la dinámica de las comunidades de práctica: 
1. Visibilidad del experto de cara a la comunidad de práctica: en lo que respecta a la cantidad de veces que interviene o por los comentarios de los miembros que forman parte sobre aquel.
2. Mantener la memoria: El espacio de trabajo virtual permite almacenar, disponer y organizar la información pertinente. Además nos brinda la posibilidad de identificar quien es el autor de un determinado documento.
3. Visibilidad de la comunidad de práctica: posibilita comprender el contexto a los nuevos integrantes de manera clara y ordenada.
4. Relatos estructurados para preservar la memoria de la comunidad de práctica: estos constan de relatos orales lo que nos permiten dejar registros de conversaciones (palabras, conceptos, imágenes)

Si bien las TIC colaboran en el desarrollo de una comunidad de práctica, es indispensable contar con la figura de un moderador-animador, quien será el encargado de dinamizar y motivar el intercambio de experiencias. Por ejemplo, un curso de un PEI puede convertirse un miércoles en una comunidad de práctica si las cuatro condiciones anteriormente citadas se cumpliesen.

## Aspectos sociológicos en una comunidad de práctica
El ser humano es un sujeto social por excelencia y para establecerse como tal, ha viabilizado las relaciones con otros seres y contextos por medio de la comunicación, llegando así a ser parte de un grupo, reunión o conglomerado de gente que tiene los mismos intereses o simplemente comparte un lugar de asentamiento.
Una comunidad por su parte, va más allá de ser una reunión de personas, por cuanto no podría existir sin la interacción de sus miembros. afirma que una comunidad comprende un grupo de personas que comparten algo en común, que interactúan entre sí en un espacio físico o recurriendo a algún medio, que están comprometidas con la comunidad a través de la participación regular y que muestran reciprocidad y confianza en las otras personas que la conforman.
El aprendizaje a su vez, es un proceso social, de acuerdo con lo postulado por Lev Vygotski (1896-1934), el ser humano aprende a través de las interacciones que establece con aquellos que pertenecen a su grupo social, entendiendo e internalizando los símbolos y signos de la cultura de dicho grupo.
Esto es posible gracias a la interacción con otros miembros más experimentados de su comunidad, haciendo que de una parte exista una negociación mutua de significados y de otra se dé una construcción conjunta de saberes.
En las comunidades de práctica, la socialización y la construcción cooperativa de aprendizaje se desarrolla alrededor de una práctica común que lleva a sus miembros a definir ciertos rituales, roles e interacciones que determinan su lenguaje e identidad, que las lleva a comprometerse, consolidarse y evolucionar en el tiempo. En este sentido, Poole (2002) plantea siete elementos determinantes para vivir en comunidad:
- Experiencias compartidas,
- Responsabilidad compartida,
- Identidad compartida,
- Tiempo social,
- Rituales de entrada y salida,
- Relaciones significativas
- Participación.

### Roles e interacciones
No todos los miembros de una comunidad deben participar de forma equitativa. Las personas tienen diferentes niveles de interés en la actividad que desempeñan al interior de sus comunidades. Por lo que resulta irrealista esperar que todos tengan los mismos roles e interactúen de la misma manera.
Para el diseño de una comunidad de práctica, Wenger y sus colaboradores proponen en Cultivating Communities of Practice los siguientes roles o niveles de participación:
- Coordinador: Es quien organiza eventos y conecta a los miembros de la comunidad. Es el miembro que contribuye a que la comunidad esté enfocada en su dominio, mantenga relaciones entre sus miembros y otras comunidades, y desarrolle su práctica. La dedicación de esta persona como coordinador se encuentra típicamente entre el 20 y el 50% de su tiempo, y es usualmente financiada para dicho propósito. Entre sus funciones principales se encuentran:
  - Identificar cuestiones o temas importantes en el dominio de la comunidad.
  - Planear y facilitar eventos en la comunidad. Siendo este el aspecto más visible del rol de un coordinador.
  - Relacionar informalmente miembros de la comunidad.
  - Contribuir en la construcción de la práctica. Esto incluye trabajar en la administración del conocimiento en la comunidad, lecciones aprendidas, mejores prácticas y métodos para el aprendizaje.
  - Evaluar la salud de la comunidad y la contribución de esta a sus miembros.
- El núcleo: Es un grupo pequeño de miembros que participan activamente en discusiones, debates y proyectos. Se encargan de identificar temas que se deban tratar en la comunidad y guiarla a través de una agenda de actividades. A medida que la comunidad madura, los miembros del núcleo toman buena parte del liderazgo y se vuelven asistentes del coordinador. En general, se trata de un grupo pequeño que comprende solamente del 10 al 15% de la comunidad.
- Miembros activos: Son aquellos que atienden a reuniones con regularidad y que participan ocasionalmente en los foros o actividades de la comunidad sin el nivel de intensidad de los del núcleo. También se trata de un grupo relativamente pequeño que comprende del 15 al 20% de la comunidad.
- Miembros periféricos: Participan en escasas ocasiones y son parte mayoritaria de la comunidad. Sus actividades se centran en observar las interacciones de los miembros activos y del núcleo. Algunos integrantes de este nivel consideran que sus participaciones no son apropiadas para la comunidad o que no cuentan con la autoridad suficiente para que les sea tenida en cuenta. Otros, consideran que no cuentan con el tiempo suficiente para participar de forma más activa. Pese a esto, sus actividades periféricas son de vital importancia para la comunidad ya que gracias a su observación de lo que ocurre al interior de esta, logran obtener una gran variedad de conocimientos que ponen en práctica a su manera.
- Participantes externos: No son miembros de la comunidad pero tienen un interés en esta, ya sea como clientes, proveedores o porque comparten temas de interés.

Los miembros de una comunidad se mueven entre estos niveles de participación dependiendo de diversos factores. Cuando se trata un tema que sea de interés para algunos, estos pueden asumir el rol de participantes activos o del mismo núcleo por un tiempo mientras se desarrollan actividades en torno a ese tema, y luego volver a ser de la periferia. Este movimiento entre niveles permite mantener a los miembros interesados en la comunidad y es un elemento que debe tenerse en cuenta para sostener la evolución de una comunidad.

## Diseño de una comunidad de práctica
Wenger et al. (2002) han considerado siete principios fundamentales para que una comunidad de práctica se desarrolle de manera sana. Estos principios son los siguientes:
1. Diseñar la comunidad para que evolucione: Según este autor las comunidades de práctica no se desarrollan desde cero, se desarrollan desde redes sociales ya existentes. Las comunidades de práctica se deben considerar como "organismos vivos". Los elementos que se diseñen deben servir como catalizadores. Como textualmente manifiesta Wenger así como las estructuras físicas como las carreteras y parques facilitan el desarrollo de una población, las estructuras sociales y organizacionales de una comunidad como son el coordinador o encuentros para resolver problemas pueden estimular el desarrollo de una comunidad.
2. Abrir diálogos entre perspectivas internas y externas a la comunidad: Las comunidades de práctica se enriquecen con la opinión o perspectiva que tengan sus miembros, porque esto da sentido a la comunidad, sin embargo es fundamental enriquecerla de igual manera con la perspectiva de ideas externas a la comunidad. Este intercambio de ideas genera discusión que hace crecer a la comunidad.[17]
3. Invitar diferentes niveles de participación: Imaginemos una torta redonda, que la podemos dividir tres círculos concéntricos, cada uno conteniendo al otro. El círculo del centro es muy pequeño y se llama "núcleo del grupo" , allí están el coordinador de la comunidad, y un grupo pequeño de miembros que lideran las actividades de la comunidad y la agenda de aprendizaje. Constituye el 10-15% de los miembros. El segundo círculo se llama "grupo activo", con un 15-20% de los miembros, donde se encuentra el grupo de personas que participan de manera activa en las discusiones, pero no de igual manera que los del primer grupo. En el tercer grupo que se llama "grupo periférico" está el 80-85% de los miembros, y son personas que casi nunca participan, pero que frecuentemente observan lo que se hace al interior de la comunidad. Este grupo no es menos importante que los otros, porque si bien los otros grupos tienen mayor participación, este grupo aprende desde la periferia y frecuentemente aplica lo aprendido en sus entornos laborales. Existe un cuarto grupo, que está por fuera de la torta que se llaman "outsiders", que son externas a la comunidad pero que les interesa lo que sucede. Pueden ser externos de tipo intelectual que aportan ideas a la comunidad. Cada uno de los grupos tiene un diferente grado de interés y esto se debe aceptar y entender, pero entonces el éxito de una comunidad será que se logren mecanismos que permitan que se generen diálogos entre miembros de los diferentes grupos, y que se construyan actividades que puedan interesar a personas de los diferentes grupos, de hecho un miembro puede estar en determinado momento en el centro y pasar al grupo activo de acuerdo al interés que tenga en ese momento.
4. Desarrollar espacios tanto públicos como privados: En nuestro diario vivir tenemos encuentros con diferentes personas todo el tiempo, con unas dialogamos a tomarnos un café, con otras solamente hablamos de cuestiones de trabajo, otras veces nos sentamos a conversar varios en una mesa, otras veces entablamos una conversación individual. Tenemos diferentes tipos de conversación y grados de confianza en ellas. Esto que se ha descrito es similar a lo que sucede en una comunidad de práctica. Aunque hay eventos que deben ser públicos porque son del interés de todos, habrá momentos en que los miembros de la comunidad deseen entablar diálogos privados. El éxito de la comunidad está en que se logre un adecuado equilibrio entre esos diferentes tipos de diálogos.
5. Centrarse en el valor: La mayoría de las personas tienen un hobbie o afición, que les atrae mucho, les llena su espacio libre, lo disfrutan, quieren aprender todo el tiempo sobre ello. En nuestra vida laboral también tenemos intereses especiales, algo de lo que queremos aprender mucho y que sentimos que nos mejorará nuestra práctica profesional de manera auténtica. Esto es lo que podríamos describir como el "valor de una comunidad". Una comunidad será exitosa en la medida que logre conjugar el interés auténtico de una persona por aprender sobre determinado tema. La comunidad debe ser capaz de aglutinar esos diferentes intereses que tienen las personas y poder brindarles lo que necesitan de ella.
6. Combinar familiaridad con emoción: Los espacios laborales están sometidos usualmente a un cierto grado de tensión por la responsabilidad de cumplir con nuestras obligaciones, tenemos la responsabilidad adicional de ser productivos y ser idealmente proactivos. Cuando pertenecemos a una comunidad de práctica tenemos el interés implícito de aprender sobre algún tema, pero ya no tenemos la presión laboral, es un espacio de discusión y aprendizaje donde podemos compartir nuestras ideas de manera cómoda y tranquila. Una comunidad exitosa sería aquella que logre proporcionar a sus miembros ese ambiente de familiaridad que le permita aprender y momentos de emoción que se da cuando encontramos situaciones para discutir de manera agradable y productiva.
7. Crear un ritmo para la comunidad: Nuestra vida diaria tiene un ritmo, donde nos levantamos, desayunamos, trabajamos, llegamos en la noche a descansar, tenemos espacios de diálogos con nuestras familias, pero también nuestra vida en general tiene un ritmo, momentos de mayor o menor energía y actividad. Lo mismo sucede con una comunidad de práctica. De hecho, para los autores el ritmo es el principal signo de vitalidad de una comunidad. Si una comunidad tiene un ritmo demasiado acelerado de actividades todo el tiempo posiblemente sus miembros se cansarán y la abandonarán, si su ritmo es demasiado bajo todo el tiempo, entonces se aburrirán y también la abandonarán. Una comunidad exitosa sería aquella que logre combinar momentos de mayor actividad con momentos de menor actividad.

## Etapas de desarrollo
Uno de los ejes centrales de una comunidad es el conocimiento que genera. Sin embargo, este conocimiento difiere acorde a la etapa de evolución en la que se encuentra la comunidad. Cada etapa aporta diferentes conocimientos y medios para administrarlos. Mientras que durante el crecimiento de una comunidad, "los miembros y la profundidad del conocimiento que comparten los miembros crece", durante la madurez "las comunidades administran activamente el conocimiento y la práctica que comparten y conscientemente los desarrollan". Teniendo en cuenta las etapas de desarrollo definidas por Wenger, a continuación identificamos cómo se gestiona el conocimiento en cada una de ellas.
Una comunidad de Práctica puede atravesar por diferentes fases de desarrollo. Para ello, en el libro Cultivating Communities of Practice se presentan cinco fases de desarrollo:

### 1. Etapa potencial
Durante esta etapa la comunidad busca obtener conocimiento tanto por sus propios medios como a través de otras comunidades alrededor del tema de interés. Por otra parte, la práctica de la comunidad se centra en las necesidades de conocimiento de la misma. Es importante para una comunidad que está iniciando apoyarse en comunidades preexistentes en el tema, ya que pueden proveerle a la comunidad guías sobre qué conocimiento es importante en el tema y qué problemas se pueden presentar para conectar a los miembros de la comunidad alrededor del mismo. Identificar la intención estratégica de la comunidad ayuda a definir el alcance y el conocimiento que compartirá alrededor de esa intención. De acuerdo a la intención, la administración del conocimiento variará, pero siempre requerirá una estructura definida y una serie de roles para verificar el conocimiento que la comunidad maneje. Finalmente, el rol de coordinador de la comunidad se encarga, entre varias responsabilidades, de ayudar a la construcción de la práctica, lo que incluye las bases de conocimiento, lecciones aprendidas, buenas prácticas, entre otros; lo que lo hace una pieza clave para la gestión del conocimiento que se genera en la comunidad.

### 2. Etapa de coalescencia
Durante esta etapa el dominio de la comunidad se centra en establecer el valor de compartir conocimiento acerca del dominio entre los miembros. Por otro lado, la práctica se centra en definir específicamente que conocimiento debe ser compartido y cómo hacerlo. Es importante para la comunidad en esta etapa implementar eventos para compartir conocimiento como reuniones y teleconferencias, entre otros. Durante esta etapa es común el descubrimiento de la necesidad de organizar las fuentes de datos de la comunidad. Responsabilidades de documentación pueden ser una carga para los miembros de la comunidad. En este contexto, el coordinador de la comunidad asume la responsabilidad de administrar este conocimiento. Para disminuir la carga del rol, es posible que se designe la tarea a un grupo de administración de las fuentes de datos.

### 3. Etapa de madurez
Durante esta etapa, dado que la comunidad busca desarrollar una gran fuente de conocimiento, surgen una serie de proyectos que permiten desarrollar nuevas áreas de conocimiento, incrementando la cantidad de tiempo que deben dedicarle los miembros a la comunidad. En esta etapa, la práctica se centra en organizar y administrar el conocimiento de la comunidad. Este proceso implica la identificación de brechas en el conocimiento para inducir discusiones sobre las necesidades de la comunidad. Adicionalmente, en esta etapa la comunidad requiere definir una agenda de aprendizaje, la cual tiene en cuenta lo que la comunidad ya sabe, lo que necesita saber y lo que deben realizar para llenar las brechas identificadas previamente. Por otra parte, esta etapa posee un objetivo clave que consta de la organización del repositorio de información. Dicha organización puede darse a través del uso de taxonomías diseñadas alrededor de la práctica, facilitando las contribuciones de los miembros y el acceso al conocimiento de la comunidad de una forma eficiente.
Finalmente, esta etapa introduce el rol de bibliotecario de la comunidad, el cual se encarga de organizar el material en la taxonomía de la comunidad, proveer servicios de búsqueda sobre los recursos, entre otras responsabilidades. Este rol usualmente es un miembro activo de la comunidad que debe tener conocimientos técnicos del dominio que está soportando.

### 4. Etapa de gestión
Durante esta etapa, es usual que las comunidades desarrollen un sentido de autoría sobre el dominio en la medida en que generan conocimiento. Esto implica que una administración activa del conocimiento involucra el mantenimiento de un balance entre la autoría y la divulgación del conocimiento. Para el desarrollo de la comunidad y la respuesta de la misma ante demandas del ambiente, hay una serie de actividades que se recomienda realizar. Entre ellas, utilizar otras comunidades como punto de referencia permite construir nuevo conocimiento para la comunidad.

### 5. Etapa de transformación
Durante la última etapa de desarrollo, una transformación de la comunidad tiene un impacto grande sobre el conocimiento de la misma. Transformar una comunidad a ser parte de la organización en la que se localiza, puede derivar en el compartir conocimiento de manera informal entre pares de la organización, generando una divulgación mayor del conocimiento. Esto implica una reestructuración de la administración del conocimiento.
En cada una de las fases, los roles del coordinador y los participantes juegan un importante papel, a su vez, los elementos que las integran, como lo son: El dominio, la práctica y la comunidad, adquieren dimensiones y significados diferentes cada vez que la comunidad se dirige hacia su estado de evolución. El tiempo de vida de las comunidades es relativo, depende de sus intereses, dinámicas y orientaciones.